# Айтор Ларрасабаль
Айтор Ларрасабаль (ісп. Aitor Larrazábal Bilbao, нар. 21 червня 1971, Більбао) — іспанський футболіст, що грав на позиції захисника. По завершенні ігрової кар'єри — тренер. З 2017 року очолює тренерський штаб команди «Баракальдо».
Виступав, зокрема, за клуб «Атлетік Більбао», а також національну збірну Країни Басків.

## Клубна кар'єра
Народився 21 червня 1971 року в місті Більбао. Вихованець футбольної школи клубу «Атлетік Більбао».
У дорослому футболі дебютував 1989 року виступами за команду фарм-клубу «Більбао Атлетік», в якій провів два сезони, взявши участь у 43 матчах чемпіонату.
1991 року став залучатися до складу головної команди «Атлетік Більбао», за яку відіграв 13 сезонів. Більшість часу, проведеного у складі «Атлетика», був основним гравцем захисту команди. Завершив професійну кар'єру футболіста виступами за команду «Атлетик» у 2004 році.

## Виступи за збірні
Протягом 1990—1991 років залучався до складу молодіжної збірної Іспанії. На молодіжному рівні зіграв у 7 офіційних матчах.
1997 року дебютував у складі національної збірної Країни Басків, за яку того року провів дві гри.

## Кар'єра тренера
Розпочав тренерську кар'єру, повернувшись до футболу після невеликої перерви, 2008 року, очоливши тренерський штаб клубу «Гатіка», де пропрацював з 2008 по 2009 рік.
В подальшому працював з молодіжною командою клубу «Атлетік Більбао», а також очолював команди клубів «Лемона», «Марбелья» та «Аморебієта».
З 2017 року очолює тренерський штаб команди «Баракальдо».